# Schietpartij in San Bernardino op 2 december 2015
De schietpartij in San Bernardino in de Amerikaanse staat Californië vond plaats op 2 december 2015. 
Een getrouwd stel viel een zorginstelling voor mensen met een verstandelijke handicap binnen, waar op dat moment een training en een kerstfeestje gaande waren, waar ongeveer tachtig medewerkers bij aanwezig waren. Zij schoten 14 mensen dood, 16 anderen raakten gewond. In het gebouw werden later nog drie pijpbommen aangetroffen die de politie ontmantelde.
Het echtpaar met een Amerikaans-Pakistaanse achtergrond vluchtte met een SUV. Kort voor de aanslag hadden zij hun zes maanden oude baby ondergebracht bij de moeder van de mannelijke dader. De vrouw had op Facebook trouw gezworen aan ISIS. Vier uur na de schietpartij werden zij beiden in een vuurgevecht gedood door de politie. President Barack Obama verklaarde de daad drie dagen later als een “act of terrorism”. De FBI stelde dat beide echtelieden geen directe link hadden met buitenlandse terroristische groepen, maar daardoor wel geïnspireerd waren. Het was de dodelijkste schietpartij op Amerikaanse bodem sinds de schietpartij op de Sandy Hook Elementary School in 2012.
De zaak kreeg nog een opmerkelijk staartje aangezien de FBI wilde dat Apple de iPhone 5c van de mannelijke schutter zou kraken. Apple weigerde dat. Volgens topman Tim Cook zou dat de privacy van alle iPhone-gebruikers schaden als er aan de “achterkant een deurtje werd ingebouwd”. Uiteindelijk slaagde de FBI er zelf in de smartphone te kraken, waardoor een geplande rechtszaak verviel.
Een man die de wapens enkele jaren voor de aanslag had geleverd aan het echtpaar werd in oktober 2020 veroordeeld tot een gevangenisstraf van 20 jaar.

## Meerdere daders
Een mass casualty attack als deze wordt meestal door een eenling uitgevoerd. Een andere met twee daders was het bloedbad op Columbine High School op 20 april 1999.